# Plea for Peace
Plea for Peace è un album degli Operation Ivy prodotto postumo, nel 1992, da alcuni amici dei componenti della band. Contiene quattro canzoni, due per lato: le due del lato A sono tratte da un demo registrato da Brian Edge presso il 924 Gilman Street il 24 agosto 1987, demo peraltro mai pubblicato. Le due tracce del lato B, invece, provengono dalle registrazioni per l'EP Hectic, nel quale però, poi, non furono inserite. Tutte e quattro le canzoni, comunque, si possono trovare anche in Unreleased Energy.
La versione originale del disco uscì su vinile bianco stampato in 1000 copie, cui era allegato anche un libretto di dieci pagine contenente molte informazioni riguardanti la band. Dopo la prima stampa, il disco ha subito molte ristampe, in vinile nero e senza il libretto della versione originale.

## Tracce

### Lato A
1. Uncertain
2. Troublebound

### Lato B
1. Someday
2. Plea for Peace

## Formazione
- Jesse Michaels - voce
- Lint (Tim Armstrong) - chitarra
- Matt McCall (Matt Freeman) - basso
- Dave Mello - batteria